# محمدرضا شفیعی
محمّدرضا شفیعی تهیه‌کننده ایرانی است که کار حرفه‌ای خود راز سال ۱۳۷۹ با ساخت تیزر، نماهنگ، سپس فیلم کوتاه و مستند آغاز کرد. از نمونه فیلم کوتاه‌های او می‌توان به فیلم کوتاه «چای سرد» و «خفتگان بیدار» و از نمونه مستندهای او می‌توان به «لبخند»، «دست سیاه، نان سفید»، «اجاق»، «یاد ایام»، اشاره کرد. وی همچنین فعالیت خود در تلویزیون را از سال ۱۳۸۳ با ساخت سریال سرود خاک آغاز کرد و علاوه بر تهیه کنندگی به‌عنوان طراح ایده و طرح نیز در سینما و تلویزیون فعالیت داشته‌است. او تاکنون برای دو فیلم سر به مهر و شعله‌ور نامزد جوایزی شده و برای سریال کیمیا علاوه بر نامزدی جایزه حافظ برای بهترین سریال، جایزه بهترین تهیه کنندگی را از جشنواره تلویزیونی جام جم دریافت کرده‌است اما به استناد نظرسنجی ها سریال  بازپرس (مجموعه تلویزیونی)  محبوب‌ترین اثر وی است.
پدر وی سید علی شفیعی عضو مجلس خبرگان رهبری است برای همین بیشتر جایگاه خود را مدیون جایگاه پدرش است.

## فیلم‌شناسی

### سینمایی
| سال  | عنوان                      | کارگردان                                              | توضیحات |
| ---- | -------------------------- | ----------------------------------------------------- | ------- |
| ۱۴۰۳ | صیاد                       | جواد افشار                                            |         |
| ۱۴۰۰ | ضد                         | امیرعباس ربیعی                                        |         |
| ۱۳۹۸ | شیرجه بزرگ                 | کریم لک‌زاده                                           |         |
| ۱۳۹۶ | شعله‌ور                     | حمید نعمت‌الله                                         |         |
| ۱۳۹۴ | هیهات                      | هادی نائیجی دانش اقباشاوی روح‌الله حجازی هادی مقدم‌دوست |         |
| ۱۳۹۳ | ماهی سیاه کوچولو           | مجید اسماعیلی                                         |         |
| ۱۳۹۱ | سر به مهر                  | هادی مقدم دوست                                        |         |
| ۱۳۹۰ | زندگی خصوصی آقا و خانم میم | روح‌الله حجازی                                         |         |

### سریال تلویزیونی
| سال  | عنوان                  | کارگردان              | توضیحات |
| ---- | ---------------------- | --------------------- | ------- |
| ۱۴۰۳ | هشت پا                 | احمد معظمی            |         |
| ۱۴۰۲ | بازپرس                 | احمد معظمی            |         |
| ۱۴۰۱ | گیلدخت                 | مجید اسماعیلی         |         |
| ۱۴۰۰ | نوار زرد ۲             | سروش محمدزاده         |         |
| ۱۴۰۰ | برف بی‌صدا می‌بارد       | پوریا اذربایجانی      |         |
| ۱۳۹۹ | زمین گرم               | سعید نعمت‌الله         |         |
| ۱۳۹۸ | سرباز                  | هادی مقدم‌دوست         |         |
| ۱۳۹۸ | برادر جان              | محمدرضا آهنج          |         |
| ۱۳۹۸ | شاهرگ                  | سیدجلال دهقانی اشکذری |         |
| ۱۳۹۶ | عقیق                   | بهرنگ توفیقی          |         |
| ۱۳۹۶ | نوار زرد               | پوریا اذربایجانی      |         |
| ۱۳۹۵ | سر دلبران              | محمدحسین لطیفی        |         |
| ۱۳۹۴ | کیمیا                  | جواد افشار            |         |
| ۱۳۹۴ | تنهایی لیلا            | محمد حسین لطیفی       |         |
| ۱۳۹۳ | رهایی                  | مسعود تکاور           |         |
| ۱۳۹۲ | مادرانه                | جواد افشار            |         |
| ۱۳۹۱ | روح‌الله                | راما قویدل            |         |
| ۱۳۹۰ | شیدایی                 | محمدمهدی عسگرپور      |         |
| ۱۳۹۰ | وضعیت سفید             | حمید نعمت‌الله         |         |
| ۱۳۸۹ | جراحت                  | محمدمهدی عسگرپور      |         |
| ۱۳۸۹ | فاصله‌ها                | حسین سهیلی‌زاده        |         |
| ۱۳۸۸ | رستگاران               | سیروس مقدم            |         |
| ۱۳۸۷ | بیا از گذشته حرف بزنیم | حمید نعمت‌الله         |         |
| ۱۳۸۵ | خون‌بها                 | جواد مزدآبادی         |         |
| ۱۳۸۵ | آدمخوار                | جواد مزدآبادی         |         |
| ۱۳۸۴ | جزیره ایکس             | جواد مزدآبادی         |         |
| ۱۳۸۳ | سرود خاک               | جواد مزدآبادی         |         |

### فیلم‌های تلویزیونی
| سال  | عنوان                   | کارگردان         | توضیحات |
| ---- | ----------------------- | ---------------- | ------- |
| ۱۳۹۲ | مروارید                 | روح‌الله حجازی    |         |
| ۱۳۹۲ | پوست انداختن            | سیامک صرافت      |         |
| ۱۳۹۲ | برای خاک                | مهدی گلستانه     |         |
| ۱۳۹۲ | پوست انداختن            | سیامک صرافت      |         |
| ۱۳۹۱ | پشت ابرها شهریست        | سیامک صرافت      |         |
| ۱۳۹۱ | به صرف شیرینی و شربت    | هادی مقدم دوست   |         |
| ۱۳۹۱ | نیمه شب                 | سیامک صرافت      |         |
| ۱۳۹۱ | ابابیل                  | جواد مزدآبادی    |         |
| ۱۳۹۱ | یک سفر به خصوص          | محمد راوندی      |         |
| ۱۳۹۱ | مثل دریا                | جواد مزدآبادی    |         |
| ۱۳۹۰ | بوی گل سربی             | مهدی علمی نیا    |         |
| ۱۳۹۰ | برهوت                   | شهرام شاه حسینی  |         |
| ۱۳۹۰ | با چشمان بسته ببین      | جواد مزدآبادی    |         |
| ۱۳۹۰ | دادگاهی در گندم زار     | جواد مزدآبادی    |         |
| ۱۳۹۰ | لب دریا                 | حمید نعمت‌الله    |         |
| ۱۳۹۰ | بیا می‌بخشیم             | جواد مزدآبادی    |         |
| ۱۳۹۰ | فریاد خاموش             | جواد مزدآبادی    |         |
| ۱۳۹۰ | نشانه‌ها                 | حمید بهمنی       |         |
| ۱۳۹۰ | این هفت نفر             | سیامک صرافت      |         |
| ۱۳۹۰ | پیدا و پنهان            | حجت قاسم‌زادهٔ اصل |         |
| ۱۳۸۹ | بیگانه                  | مسعود آب پرور    |         |
| ۱۳۸۹ | سللام نابغه             | جواد مزدآبادی    |         |
| ۱۳۸۹ | سکوت مطلق               | جواد مزدآبادی    |         |
| ۱۳۸۸ | داشتن یا نداشتن         | رهبر قنبری       |         |
| ۱۳۸۸ | ثانیه شمار              | حسین تبریزی      |         |
| ۱۳۸۸ | فریدون مهربان است       | حمید نعمت‌الله    |         |
| ۱۳۸۸ | خانه کاغذی              | جواد مزدآبادی    |         |
| ۱۳۸۸ | دو ماجرا برای ازدواج    | شهرام شاه حسینی  |         |
| ۱۳۸۸ | همان نور معروف          | جواد افشار       |         |
| ۱۳۸۸ | مهمان بابا              | جواد مزدآبادی    |         |
| ۱۳۸۸ | ماجرا                   | سیامک صرافت      |         |
| ۱۳۸۸ | قرار ما این نبود        | منوچهر هادی      |         |
| ۱۳۸۷ | روز بعد از خوشبختی      | سيروس مقدم       |         |
| ۱۳۸۷ | پدر کاغذی               | علیرضا اسحاقی    |         |
| ۱۳۸۶ | ای دوست مرا به خاطر آور | حمید نعمت‌الله    |         |
| ۱۳۸۶ | ۲۳ گرم                  | جواد مزدآبادی    |         |
| ۱۳۸۶ | انتهای جاده             | فرزاد مؤتمن      |         |
| ۱۳۸۶ | روزهای بهم ریخته        | محمدرضا آهنج     |         |
| ۱۳۸۶ | تاریکی                  | خسرو معصومی      |         |
| ۱۳۸۶ | گوشه نشینان             | سيروس مقدم       |         |
| ۱۳۸۶ | پاتوق                   | جواد مزدآبادی    |         |
| ۱۳۸۵ | از ما بهترون            | جواد مزدآبادی    |         |
| ۱۳۸۴ | روزی مثل هیچ روز        | جواد مزدآبادی    |         |

### فیلم کوتاه
| سال  | عنوان               | کارگردان      | توضیحات |
| ---- | ------------------- | ------------- | ------- |
| ۱۳۸۶ | ساعت انتقام         | زهره معتمدی   |         |
| ۱۳۸۵ | مزاحم               | جواد مزدآبادی |         |
| ۱۳۸۵ | تک ضرب              | جواد مزدآبادی |         |
| ۱۳۸۴ | امانوئل             | حمیدرضا صفار  |         |
| ۱۳۸۴ | زمزمه سکوت          | جواد مزدآبادی |         |
| ۱۳۸۴ | نسیم عطر پیراهن     | جواد مزدآبادی |         |
| ۱۳۸۳ | دست‌هایی رو به آسمان | جواد مزدآبادی |         |
| ۱۳۸۳ | خفتگان بیدار        | جواد مزدآبادی |         |
| ۱۳۷۹ | چای سرد             | جواد مزدآبادی |         |

### مستند
| سال               | عنوان         | کارگردان          | توضیحات |
| ----------------- | ------------- | ----------------- | ------- |
| ۱۳۸۶              | یاد ایام      | پناه بر خدا رضایی |         |
| ۱۳۸۵              | لبخند         |                   |         |
| ۱۳۸۵              | حامی          | محسن خان جهانی    |         |
| ۱۳۸۲              | لحظه های بم   | جواد مزدآبادی     |         |
|                   | اجاق          | بهزاد رسول زاده   |         |
| دست سیاه نان سفید | جواد مزدآبادی |                   |         |

## مرورِ کارنامه
شفیعی اگرچه هر از چندگاهی در سینما فیلمی را می‌سازد اما به عنوان یک تهیه‌کننده تلویزیونی و یکی از پرکارترین افراد این صنف شناخته می‌شود. این پرکاری از چشم رسانه‌ها دور نمانده و موارد زیادی به آن پرداخته شده؛ برخی آن را ناشی از نورچشمی بودن یا انحصار دانسته‌اند و برخی دیگر آن را نشان از دغدغه مندی و رویکردی متفاوتی در کار هنری او می دانند . اما مواردی از ناکامی یا عدم توافق با تلویزیون هم وجود داشته‌است؛ مثلاً سریال خون‌بها پیش از پخش سه سال توقیف بود یا اینکه از عدم همکاری در ساخت سریال «صیادشیرازی» گله مند است
در بحث ژانر، او خودش را به ژانر خاصی محدود نکرده و سریالهای تاریخ معاصر (وضعیت سفید، شاهرگ,کیمیا و…)آثار تاریخی(گیلدخت،عقیق و ...) ،آثار پلیسی(نوار زرد, رهایی و ...)  و آثار اجتماعی که دارای رویکردی خانواده محور است در کارنامه کاری او وجود دارند اما پرتکرارترین ژانر و سرشناس ترین آثارش ملودرام های اجتماعی با رویکرد سبک زندگی هستند، مثل مادرانه و کیمیا,جراحت, فاصله ها و سر دلبران و ...  .
شفیعی با نویسندگان و کارگردانان متعددی همچون سیروس مقدم،محمدمهدی عسگرپور, حمید نعمت الله, فرزاد موتمن, شهرام شاه حسینی, بهرنگ توفیقی, جواد افشار, حسین سهیلی زاده, محمد حسین لطیفی, پوریا آذربایجانی, حامد عنقا و هادی مقدم دوست همکاری داشته‌است. اما بیشترین کار مشترک وی با سعید نعمت‌الله بوده و علاوه بر تهیه کنندگی ۱۰اثر از ۱۴ اثر نعمت‌الله (رستگاران، خون‌بها، جراحت، شیدایی، مادرانه، عقیق و برادر جان) در اولین تجربه کارگردانی وی (زمین گرم) نیز به عنوان تهیه‌کننده نامش به چشم می‌خورد.
محمدرضا شفیعی به جز تهیه کنندگی سینما و تلویزیون فعالیت های رسانه ای وفرهنگی دیگری نیز دارد او از سال 92 مجموعه رسانه ای صبا را تاسیس کرده و خودش عهده دار مدیر مسئولی و سردبیری آن می باشد. صبا رسانه  تخصصی حوزه فرهنگ و هنر است. 
از دیگر فعالیت های فرهنگی وی می توان به مدیریت آموزشگاه سینمایی و رسانه ای وصف صبا, انتشارات وصف صبا و کانون تبلیغات وصف صبا اشاره کرد.

## جوایزو تقدیرها
- نامزد سیمرغ بلورین بهترین فیلم اول از جشنواره فیلم فجر برای فیلم سر به مهر، ۱۳۹۱[۱]
- نامزد تندیس بهترین مجموعه تلویزیونی از جشن دنیای تصویر (جشن حافظ) برای سریال کیمیا، ۱۳۹۵[۱]
- جایزه بهترین تهیه کنندگی از جشنواره تلویزیونی جام جم برای سریال کیمیا، ۱۳۹۶[۶۵]
- نامزد تندیس بهترین فیلم از جشن انجمن منتقدان و نویسندگان سینمایی ایران برای فیلم شعله‌ور، ۱۳۹۷[۱]
- نامزد تندیس بهترین فیلم از جشن دنیای تصویر (جشن حافظ) برای فیلم شعله‌ور، ۱۳۹۸[۱]
- جایزه بهترین فیلمنامه تلویزیونی شانزدهمین جشن حافظ برای سریال "کیمیا"
- نامزد تندیس بهترین مجموعه تلویزیونی از جشن حافظ برای سریال "کیمیا"
- تنديس بهترین فیلم معناگرای بیست و یکمین جشنواره فیلم کوتاه تهران برای فیلم کوتاه "خفتگان بيدار"
- تقدیر رئیس ستاد امر به معروف و نهی از منکر برای سریال "آدمخوار"
- تقدیر مدیرکل روابط عمومی سازمان برای تولید سریال "سرباز"
- تقدیر نماینده ولی فقیه و رئیس سازمان اوقاف و امو خیریه از سریال "تنهایی لیلا"
- تقدیر مدیر شبکه جهانی جام جم برای ساخت سریال "فاصله ها"
- بهترین تهیه کنندگی سریال های های تلویزیونی در چهارمین جشنواره *تلویزیونی جام جم برای سریال "کیمیا"
- تقدیر مدیر شبکه سه سیما از سریال "وضعیت سفید"
- تقدیر رئیس سازمان صداوسیما برای ساخت مجموعه تلویزیونی "کیمیا" *تقدیر سازمان صداوسیما برای ساخت سریال "شاهرگ"
- تقدیر معاون اجتماعی نیروی انتظامی از سریال "نوار زرد"
- تقدیر دبیر چهارهمین جشنواره فیلم مقاومت برای ساخت سریال "وضعیت سفید"
- تقدیر رئیس سازمان صداوسیما برای تولید سریال "زمین گرم"
- تقدیر رئیس سازمان در امورسیما برای تولید سریال "وضعیت سفید"
- تقدیر رئیس سازمان صداوسیما برای تولید سریال "رستگاران"
- تقدیر مدیر فرهنگی و اجتماعی دانشگاه علامه طباطبایی برای ساخت سریال "کیمیا"
- تقدیر رئیس شورای فرهنگی، اجتماعی زنان و خانواده برای ساخت سریال "کیمیا"
- تقدیر معاون رئیس سازمان در امور سیما برای سریال "مادرانه"
- تقدیر معاون رئیس سازمان صداوسیما برای تولید سریال "جراحت"
- تقدیر مدیر شبکه یک سیما برای ساخت فیلم تلویزیونی "ثانیه شمار"
- تقدیر معاون رئیس سازمان در امور سیما برای ساخت فیلم تلویزیونی "فریادهای خاموش"
- تقدیر مدیر شبکه تهران برای تولید فیلم تلویزیونی "پدر کاغذی"
- تقدیر دبیر جشنواره سیزدهمین جشنواره بین المللی فیلم مقاومت از فیلم تلویزیونی "مروارید"
- تقدیر دبیر سیزدهمین جشنواره بین المللی فیلم مقاومت از فیلم "فریادهای خاموش"
- تقدیر دبیر سیزدهمین جشنواره فیلم مقاومت از فیلم "مثل دریا"
- تقدیر مشاور رئیس سازمان و رئیس مرکز اموز بین الملل از فیلم تلویزیونی "این هفت نفر"